# Lord-maire de Brisbane
Le Lord-maire de Brisbane (anglais : Lord Mayor of Brisbane) est le chef du gouvernement du Conseil municipal de Brisbane, l'organe directeur de la Ville de Brisbane.
Brisbane est l'une des 10 villes d'Australie à avoir un lord-maire, et est également la seule ville du Queensland à avoir un lord-maire.
Le Lord-maire est élu directement et exerce un mandat de quatre ans en même temps que chaque conseiller, et est élu au scrutin préférentiel facultatif.
L'actuel Lord-maire est Adrian Schrinner, membre du Parti libéral national (LNP). Il a prêté serment le 8 avril 2019 à la suite de la démission de Graham Quirk, également membre du LNP.